# Dave Rowberry
David Eric Rowberry (4 de julho de 1940 — 6 de junho de 2003) foi um tecladista e organista britânico, mais conhecido por ter sido integrante da banda de rock e R&B The Animals durante a década de 1960.
Morreu em Londres aos 62 anos, vítima de uma úlcera hemorrágica.